# Unione economica e monetaria ovest-africana
L'Unione economica e monetaria ovest-africana (in francese: Union économique et monétaire ouest-africaine, UEMOA) è un'organizzazione internazionale di otto Stati dell'Africa occidentale creata per promuovere l'integrazione economica tra i paesi che condividono una moneta comune, il franco CFA.

## Storia
L'unione fu creata con un trattato firmato a Dakar il 10 gennaio 1994 da capi di Stato e di governo di sette paesi. Il trattato entrò in vigore il 1º agosto 1994, dopo la sua ratificazione da parte di tutti gli Stati membri.
Il 2 maggio 1997 la Guinea-Bissau divenne l'ottavo Stato membro. 
L'organizzazione è un'unione doganale e monetaria tra alcuni membri della Comunità economica degli Stati dell'Africa occidentale (ECOWAS).

## Membri
- Benin (1994)
- Burkina Faso (1994)
- Costa d'Avorio (1994)
- Guinea-Bissau (1997)
- Mali (1994)
- Niger (1994)
- Senegal (1994)
- Togo (1994)

## Struttura
L'Unione economica e monetaria ovest-africana è articolata nei seguenti organi:
- la Conferenza dei Capi di Stato, è l'autorità suprema e risolve tutte le questioni che non hanno potuto trovare delle soluzioni nel Consiglio. Decide dell'adesione eventuale di nuovi stati membri e prende atto del ritiro o dell'esclusione dei partecipanti. Si riunisce almeno una volta all'anno e prende le sue decisioni all'unanimità;
- il Consiglio dei ministri, definisce la politica monetaria e del credito dell'Unione al fine di assicurare la salvaguardia della valuta comune e di poter finanziare le attività e lo sviluppo economico dei membri. Ciascun membro è rappresentato da due ministri, ma ciascuno stato ha un solo voto. Ha il potere di modificare la definizione dell'unità monetaria. Si riunisce almeno due volte all'anno e prende le decisioni all'unanimità.
- la Commissione, esercita, in vista del buon funzionamento e dell'integrità generale dell'Unione, il potere esecutivo, delegato dal Consiglio. Trasmette alla Conferenza e al Consiglio le raccomandazioni e pareri che ritiene adeguate per la conservazione e lo sviluppo dell'Unione, può rivolgersi alla Corte di Giustizia in caso di mancanze dei membri agli obblighi che derivano loro dai doveri comunitari. Ha sede a Ouagadougou, Burkina Faso;
- la Corte di giustizia, vigila sull'interpretazione uniforme del diritto comunitario e alla sua applicazione e giudica le mancanze degli stati ai loro obblighi comunitari. Arbitra i conflitti tra gli stati o tra l'Unione e i suoi agenti. È composta da giudici, uno per stato, nominati per un mandato di sei anni rinnovabili, ha sede a Ouagadougou, Burkina Faso;
- la Corte dei conti, controlla i conti degli organi dell'Unione e l'affidabilità dei dati di bilancio necessari all'esercizio della sorveglianza multilaterale. È composta da tre consiglieri in carica per sei anni, rinnovabili una volta;
- il Comitato interparlamentare, gioca un ruolo consultivo e di stimolo al dibattito sull'integrazione, riceve il rapporto annuale della Commissione e si esprime sotto forma di rapporti o di risoluzioni. Prefigura il parlamento dell'Unione che sarà caricato del controllo democratico degli organi dell'Unione. La sua sede è a Bamako, Mali;
- la Camera consolare regionale, è il luogo privilegiato del dialogo tra l'Unione e i principali operatori economici, è un organo consultivo, creato dal Trattato dell'Unione ed è responsabile di realizzare le implicazioni effettive del settore privato nel processo di integrazione. Raggruppa le camere consolari nazionali, le associazioni professionali e le organizzazioni patronali dei membri. La sua sede è a Lomé, Togo;
- la Banca centrale degli Stati dell'Africa dell'ovest, è un'istituzione pubblica internazionale con sede a Dakar, Senegal, ha il privilegio elusivo dell'emissione monetaria negli stati dell'Unione. Il Consiglio d'Amministrazione è formato da diciotto membri, due per ogni stato partecipante alla gestione della Banca (otto paesi membri più la Francia). Il Consiglio fissa le condizioni d'investimento della Banca in materia monetaria. È presieduta dal Governatore, che comunque non partecipa alle votazioni;
- la Banca ovest-africana dello sviluppo, ha sede a Lomé, Togo, ha come obiettivo lo sviluppo equilibrato degli stati e di favorire la loro integrazione. Attraverso la raccolta di disponibilità interne e la ricerca di capitali esterni, la Banca contribuisce al finanziamento, sotto varie forme, di infrastrutture di sostegno allo sviluppo, del miglioramento delle condizioni e dei mezzi di produzione e di istituire delle nuove attività.

## Obiettivi
I suoi obiettivi sono:
- una maggiore competitività economica, attraverso mercati aperti e competitivi, insieme con la razionalizzazione e l'armonizzazione dell'ambiente giuridico;
- la convergenza di politiche e indicatori macroeconomici;
- la creazione di un mercato comune;
- il coordinamento delle politiche settoriali;
- l'armonizzazione delle politiche fiscali.

In termini di risultati, i membri hanno attuato i criteri di convergenza macroeconomica e un efficace meccanismo di sorveglianza, hanno adottato un'unione doganale e tariffe esterne comuni (2000), hanno armonizzato le regole della tassazione indiretta, hanno avviato politiche regionali strutturali e regionali. Nel settembre del 2002 l'indagine del Fondo Monetario Internazionale cita l'organizzazione come “il più lungo cammino verso l'integrazione” di tutti i raggruppamenti regionali in Africa.
L'ECOWAS e l'Unione hanno sviluppato un programma comune di azione sulla liberalizzazione del commercio e la convergenza della politica macroeconomica, hanno anche concordato su regole comuni di origine per rafforzare il commercio e l'ECOWAS è d'accordo ad adottare le forme della dichiarazione doganale e i meccanismo di compensazione dell'Unione.
Uniti per il momento in un'altra confederazione senza area monetaria, i tre paesi della confederazione degli stati del Sahel, Burkina Faso, Mali, Niger, non hanno espresso l'intenzione di rompere i legami con l'UEMOA. Abbandonare l'UEMOA è quindi una decisione molto più complessa. I paesi membri dell'Unione condividono una moneta unica, il franco CFA, che si basa su una garanzia di convertibilità del Tesoro francese. Se un paese lascia l'UEMOA, dovrà recuperare le sue riserve valutarie, attualmente divise tra la Banca centrale dell'UEMOA ad Abidjan (50%) e il Tesoro francese (50%).

## Logo
Il logo rappresenta due forme dinamiche ed ellittiche che malgrado la loro specificità, si intrecciano per esprimere due nozioni forti, la solidarietà e la complementarità degli stati e dei popoli dell'Unione.
Questa solidarietà e questa complementarità sono pronte a liberarsi in un movimento ascensionale continuo che condurrà allo sviluppo economico, sociale e culturale dei popolazioni.
Qui l'energia delle liane della foresta si armonizzano con le vibrazioni calde e vivaci del Sahel per produrre la sfera di felicità che illustra le caratteristiche e gli obiettivi dell'Unione.
Le risorse naturali e le attrezzature materiali sono rappresentate dalla mezza sfera blu, mentre le risorse intellettuali o spirituali dalla mezza sfera in oro.
Infine, il cerchio bianco esprime la pace, la serenità e la stabilità che devono restare l'ancora del processo di integrazione.